# Septembre 2007 en sport

## Samedi1erseptembre
- Athlétisme : 8e journée des Championnats du monde à Osaka (Japon).
  - 50 kilomètres marche masculin. L'Australien Nathan Deakes s'impose devant le Français Yohann Diniz et l'Italien Alex Schwazer.
  - Relais 4 × 100 mètres masculin. Les États-Unis s'imposent devant les relais jamaïcains et britanniques.
  - Relais 4 × 100 mètres féminin. Les États-Unis s'imposent devant les relais jamaïcains et belges.
  - 5000 mètres féminin.
  - Saut à la perche masculin. L'Américain Brad Walker s'impose devant le Français Romain Mesnil et l'Allemand Danny Ecker.
  - Décathlon masculin. Le Tchèque Roman Šebrle s'impose devant le jamaïcain Maurice Smith et le Kazakh Dmitriy Karpov.
- Cyclisme : L'Italien Daniele Bennati (Lampre) remporte la première étape du Tour d'Espagne entre Vigo et Vigo sur 145 km.
- Gymnastique : ouverture des Championnats du monde à Stuttgart (Allemagne).

## Dimanche2 septembre
- Athlétisme : 9e et dernière journée des Championnats du monde à Osaka (Japon).
  - Marathon féminin. La Kenyane Catherine Ndereba s'impose devant la Chinoise Zhou Chunxiu et la Japonaise Reiko Tosa.
  - Relais 4 × 400 mètres masculin. Les États-Unis s'imposent devant les Bahamas et la Pologne.
  - Relais 4 × 400 mètres féminin. Les États-Unis s'imposent devant la Jamaïque et la Grande-Bretagne.
  - 800 mètres masculin. Le Kenyan Alfred Kirwa Yego s'impose devant la Canadien Gary Reed et le Russe Yuriy Borzakovskiy
  - 1500 mètres féminin. La Bahreïnienne Maryam Yusuf Jamal s'impose devant la Russe Yelena Soboleva et l'Ukrainienne Iryna Lishchynska
  - 5000 mètres masculin. L'Américain Bernard Lagat s'impose devant le Kenyan Eliud Kipchoge et l'Ougandais Moses Ndiema Kipsiro.
  - Lancer du javelot masculin. Le Finlandais Tero Pitkämäki et le Norvégien Andreas Thorkildsen et l'Américain Breaux Greer.
  - Saut en hauteur féminin. La Croate Blanka Vlašić s'impose devant l'Italienne Antonietta Di Martino et la Russe Anna Tchitcherova à égalité pour l'argent.
- Aviron : clôture des Championnats du monde. La Nouvelle-Zélande (trois or et deux argent) termine en tête du tableau des médailles où les Russes ne figurent pas.
- Basket-ball : finale du Championnat des Amériques. Les États-Unis remportent le titre face à l'Argentine, 118-81.
- Cyclisme :
  - L'Espagnol Óscar Freire (Rabobank) enlève la deuxième étape du Tour d'Espagne entre Allariz et Saint-Jacques-de-Compostelle et prend le maillot de leader.
  - Le Français Thomas Voeckler (Bouygues Telecom) remporte le Grand Prix de Plouay.
- Golf :
  - Tour européen PGA : l'Écossais Marc Warren remporte le Johnnie Walker Championship en Écosse.
  - LPGA Tour : l'Américaine Sherri Steinhauer remporte le State Farm Classic dans l'Illinois.
- Motocyclisme, Vitesse : l'Australien Casey Stoner (Ducati) gagne le Grand Prix moto de Saint-Marin en MotoGP.
- Sport automobile :
  - Champ Car : le Britannique Justin Wilson remporte le Grand Prix d'Assen aux Pays-Bas.
  - NASCAR : Sharp Aquos 500 au California Speedway.
  - Rallye : le Finlandais Marcus Grönholm remporte le Rallye de Nouvelle-Zélande.

## Lundi3 septembre
- Basket-ball : ouverture du Championnat d'Europe masculin en Espagne.
- Cyclisme :
  - Troisième étape du Tour d'Espagne entre Viveiro et Luarca sur 155 km. L'Italien Paolo Bettini (Quick Step) s'impose au sprint ; L'Espagnol Óscar Freire (Rabobank) conserve le maillot de leader.
  - Ouverture des Championnats du monde de VTT à Fort William (Royaume-Uni).

## Mardi4 septembre
- Cyclisme : quatrième étape du Tour d'Espagne entre Langreo et Lagos de Covadonga sur 182 km. Le Russe Vladimir Efimkin (Caisse d'Épargne) remporte cette première étape de montagne de la Vuelta 2007 et prend le maillot de leader.

## Mercredi5 septembre
- Cyclisme : cinquième étape du Tour d'Espagne entre Cangas de Onis et Reinosa sur 155 km. L'Espagnol Óscar Freire (Rabobank) remporte une seuxième étape sur cette édition de la Vuelta. Le Russe Vladimir Efimkin (Caisse d'Épargne) conserve le maillot de leader.
- Gymnastique, Championnats du monde : les États-Unis remportent le concours général par équipe femmes devant la Chine et la Roumanie.

## Jeudi6 septembre
- Cyclisme : sixième étape du Tour d'Espagne entre Reinosa et Logroño sur 195 km. L'Espagnol Óscar Freire (Rabobank) signe une troisième victoire d'étape et le Russe Vladimir Efimkin (Caisse d'Épargne) conserve le maillot de leader.
- Football américain : ouverture de la Saison NFL 2007. Les Indianapolis Colts, tenants du titre, s'imposent 41-10 face aux New Orleans Saints.
- Gymnastique, Championnats du monde : la Chine remporte le concours général par équipe hommes devant le Japon et l'Allemagne.
- Handball : en match d'ouverture du Championnat de France de handball masculin 2007-2008, Montpellier Handball s'impose 30-21 face à son voisin de l'USAM Nîmes.
- Volley-ball : ouverture du Championnat d'Europe masculin en Russie.

## Vendredi7 septembre
- Athlétisme : meeting Weltklasse Zürich de la Golden League à Zurich (Suisse).
- Baseball : en ouverture du Championnat d'Europe de baseball 2007 à Barcelone (Espagne) le Royaume-Uni s'impose 12-8 face à l'Espagne.
- Cyclisme : septième étape du Tour d'Espagne entre Calahorra et Saragosse sur 140 km. L'Allemand Erik Zabel Milram remporte l'étape au sprint et le Russe Vladimir Efimkin (Caisse d'Épargne) conserve le maillot de leader.
- Gymnastique, Championnats du monde :
  - Le Chinois Yang Wei remporte le concours général individuel masculin devant l'Allemand Fabian Hambüchen et le Japonais Hisashi Mizutori.
  - L'Américaine Shawn Johnson s'impose dans le concours général individuel masculin devant la Roumaine Steliana Nistor. La Brésilienne Jade Barbosa et l'Italienne Vanessa Ferrari se partagent le bronze.
- Rugby à XV : ouverture de la Coupe du monde de rugby à XV 2007 en France avec une affiche France-Argentine au Stade de France de Saint-Denis. La France débute mal « sa » Coupe du monde, puisqu'elle est battue 17-12 par les « Pumas » argentins.

## Samedi8 septembre
- Athlétisme :
  - DécaNation à Paris (France), remporté par l'équipe de France.
  - Marathon du Médoc : David Antoine s'impose chez les hommes et Nathalie Vasseur fait de même chez les femmes.
- Cyclisme :
  - Huitième étape du Tour d'Espagne entre Cariñena et Saragosse sur 49 km contre la montre. L'Allemand Bert Grabsch (T-Mobile) remporte l'étape et le Belge Stijn Devolder (Discovery Channel) prend le maillot de leader.
  - VTT, Championnats du monde de VTT : le Français Julien Absalon conserve son titre de champion du monde pour la quatrième année consécutive. La Russe Irina Kalentieva s'impose dans l'épreuve féminine.
- Football : matchs qualificatifs pour l'Euro 2008 : l'Italie et la France se quittent sur un match nul 0-0.
- Gymnastique, Championnats du monde : première journée des finales par appareils marqués par trois titres chinois sur six podiums.
- Omnisports : clôture de la 13e édition des Jeux du Pacifique sud à Apia (Samoa).
- Tennis : finale féminine de l'US Open de tennis remportée par la Belge Justine Henin sur la Russe Svetlana Kuznetsova (6-1, 6-3).

## Dimanche9 septembre
- Athlétisme : lors de la réunion de Rieti en Italie, le Jamaïcain Asafa Powell bat le record du monde du 100 mètres en 9 s 74/100, améliorant de trois dixièmes l'ancien record, qu'il détenait depuis le 14 juin 2005 à Athènes. Il a bénéficié d'un vent favorable de +1,7 m/s.
- Cyclisme :
  - Neuvième étape du Tour d'Espagne entre Huesca et Aramón Cerler sur 174 km. L'Italien Leonardo Piepoli (Saunier Duval-Prodir) remporte l'étape et le Russe Denis Menchov (Rabobank) prend le maillot de leader.
  - Prologue du Tour de Pologne.
- Football : finale de la Coupe du monde des moins de 17 ans en Corée du Sud qui voit la victoire du Nigeria face à l'Espagne aux tirs au but (3-0) après un match nul sans but.
- Golf :
  - PGA Tour : BMW Championship de la FedEx Cup. L'Américain Tiger Woods signe son 60e succès sur PGA Tour.
  - Tour européen PGA : l'Australien Brett Rumford remporte l'Omega European Masters à Crans-Montana (Suisse).
  - LPGA Tour : L'Américaine Stacy Lewis s'impose dans le LPGA Northwest Arkansas Championship en Arkansas.
- Gymnastique : clôture des Championnats du monde. La Chine termine en tête du tableau des médailles avec cinq titres devant les États-Unis, quatre titres.
- Sport automobile :
  - Formule 1 : Grand Prix d'Italie sur le circuit de Monza : Troisième doublé McLaren-Mercedes de la saison, avec la victoire de Fernando Alonso devant son coéquipier Lewis Hamilton (2e) et le Finlandais Kimi Räikkönen. Alonso revient à trois points de son coéquipier au classement du championnat du monde, tandis que Felipe Massa, contraint à l'abandon, voit ses chances de remporter le titre mondial compromises.
  - NASCAR : l'Américain Jimmie Johnson gagne la Chevy Rock & Roll 400 au Richmond International Raceway en Virginie.
- Tennis : . Le Suisse Roger Federer enlève son 12e titre du Grand Chelem en remportant la finale masculine de l'US Open de tennis face à Novak Djokovic (7-6, 7-6, 6-4).

## Lundi10 septembre
- Cyclisme : dixième étape du Tour d'Espagne entre Benasque et Ordino-Arcalis sur 220 km. Le Russe Denis Menchov (Rabobank) gagne l'étape et garde le maillot de leader.
- Football : ouverture de la Coupe du monde féminine en Chine.

## Mardi11 septembre
- Hockey sur glace : ouverture de la 89e saison de Ligue Magnus.

## Mercredi12 septembre
- Cyclisme : 11e étape du Tour d'Espagne entre Castellon et Algemesí sur 190 km. L'Italien Alessandro Petacchi (Milram) remporte l'étape et le Russe Denis Menchov (Rabobank) garde le maillot de leader.
- Football : matchs qualificatifs pour l'Euro 2008 marqués par la victoire de l'Écosse au Parc des Princes contre la France (0-1).

## Jeudi13 septembre
- Basket-ball, quarts de finale du Championnat d'Europe : La Russie élimine la France par 75 à 71 et l'Espagne écrase l'Allemagne 83-55.
- Cyclisme : 12e étape du Tour d'Espagne entre Algemesí et Hellín sur 167 km. L'Italien Alessandro Petacchi (Milram) remporte l'étape et le Russe Denis Menchov (Rabobank) garde le maillot de leader.
- Judo : ouverture des Championnats du monde à Rio de Janeiro (Brésil). Le Français Teddy Riner remporte le titre chez les lourds et le Brésilien Luciano Corrêa s'impose chez les mi-lourds. Chez les femmes, la Chinoise Wen Tong enlève le titre des poids lourds et la Cubaine Yurisel Laborde s'impose chez les poids mi-lourds.
- Sport équestre : début de la finale de la Super League au CSIO de Barcelone

## Vendredi14 septembre
- Athlétisme : Mémorial Van Damme de la Golden League à Bruxelles
- Basket-ball, quarts de finale du Championnat d'Europe : la Grèce bat la Slovénie 63-62 et la Lituanie. bat la Croatie 74-72.
- Cyclisme : 13e étape du Tour d'Espagne entre Hellín et Torre-Pacheco sur 205 km. L'Allemand Andreas Klier (T-Mobile) remporte l'étape et le Russe Denis Menchov (Rabobank) garde le maillot de leader.
- Golf : début de la Solheim Cup à Halmstad (Suède)
- Judo : Deuxième journée des Championnats du monde à Rio de Janeiro (Brésil). La Française Gévrise Émane remporte le titre des poids moyens et la Cubaine Driulis Gonzalez s'impose des poids mi-moyens. Chez les hommes, le Géorgien Irakli Tsirekidze enlève le titre en moyens et le Brésilien Tiago Camilo s'impose en mi-moyens.
- Hockey sur glace : début de la saison 2007-2008 de LNA.
- Tennis : début de la finale de la Fed Cup entre la Russie et l'Italie.

## Samedi15 septembre
- Basket-ball, demi-finales du Championnat d'Europe : l'Espagne s'impose 82-77 sur la Grèce et la Russie. bat la Lituanie 86-74.
- Boxe anglaise : ouverture des Championnats du monde amateurs à Moscou (Russie)
- Cyclisme :
  - 14e étape du Tour d'Espagne entre Puerto Lumbreras et Villacarrillo sur 205 km. L'Américain Jason McCartney (Discovery Channel) remporte l'étape et le Russe Denis Menchov (Rabobank) garde le maillot de leader.
  - 6e et dernière étape du Tour de Pologne. Le Belge Johan Vansummeren (Predictor-Lotto) remporte le classement général final.
- Judo :
  - troisième journée des Championnats du monde à Rio de Janeiro (Brésil). Le Sud-Coréen Ki-Chun Wang s'impose en légers et le Brésilien João Derly gagne le titre en mi-légers. Chez les femmes, la Nord-coréenne Kye Sun-Hui gagne chez les poids légers et la Chinoise Junjie Shi fait de même chez les poids mi-légers.
  - Lors du congrès de la Fédération internationale de judo qui s'est tenu à Rio de Janeiro (Brésil) en septembre 2007, en marge des championnats du monde de judo 2007, la FFJDA a été désignée à une large majorité pour organiser les championnats du monde de judo à Paris en 2011.
- Volley-ball, demi-finales du Championnat d'Europe : l'Espagne bat la Finlande 3-2 et la Russie bat la Serbie 3-0.

## Dimanche16 septembre
- Athlétisme : meeting ISTAF de la Golden League à Berlin (Allemagne). La perchiste russe Yelena Isinbayeva et la Jamaïcaine Sanya Richards (400 mètres) se partageant le million de dollars mis en jeu en Golden League.
- Baseball : clôture du Championnat d'Europe de baseball 2007 à Barcelone (Espagne). Les Pays-Bas enlèvent leur vingtième titre européen.
- Basket-ball, finale du Championnat d'Europe. La Russie s'impose 60-59 face à l'Espagne.
- Cyclisme : 15e étape du Tour d'Espagne entre Villacarrillo et Grenade sur 205 km. L'Espagnol Samuel Sánchez (Euskaltel) remporte l'étape et le Russe Denis Menchov (Rabobank) conserve le maillot de leader.
- Golf :
  - Solheim Cup à Halmstad (Suède). Les États-Unis s'imposent 16-12 contre l'Europe.
  - PGA Tour : The Tour Championship à Atlanta (Géorgie, États-Unis). L'Américain Tiger Woods s'impose.
  - Tour européen PGA : Championnat Mercedes-Benz en Allemagne. Le Danois Søren Hansen remporte son deuxième tournoi sur le Tour européen.
- Haltérophilie : ouverture des Championnats du monde d'haltérophilie à Chiang Mai (Thaïlande)
- Judo : quatrième et dernière journée des Championnats du monde à Rio de Janeiro (Brésil). En remportant trois titres lors de cette dernière journée, le Japon termine premier du tableau des médailles.
- Motocyclisme : arrivée du Bol d'or. Yamaha met fin à une domination de six ans de Suzuki dans l'épreuve.
- Sport automobile :
  - Formule 1, Grand Prix de Belgique. Le Finlandais Kimi Räikkönen (Ferrari) s'impose.
  - NASCAR, Sylvania 300 au New Hampshire International Speedway. Clint Bowyer remporte la première des dix courses de la Chase 2007.
- Sport équestre : finale de la Super League, CSIO de Barcelone. À noter la relégation de l'équipe de France en deuxième division.
- Tennis :
  - Finale de la Fed Cup. La Russie s'impose sur l'Italie par quatre à zéro.
  - Tournoi ATP de Pékin : le Chilien Fernando González s'impose sur l'Espagnol Tommy Robredo 6-1, 3-6, 6-1.
  - Tournoi ATP de Bucarest : le Français Gilles Simon s'impose sur le Roumain Victor Hănescu 4-6, 6-3, 6-2.
  - Tournoi WTA de Bali : l'Américain Lindsay Davenport s'impose la Slovaque Daniela Hantuchová 6-4, 3-6, 6-2.
- Voile : Départ de la Mini Transat 6.50 (La Rochelle-Salvador de Bahia).
- Volley-ball, finale du Championnat d'Europe. L'Espagne s'impose sur la Russie 3 sets à 2.

## Lundi17 septembre
- Lutte : ouverture des Championnats du monde de lutte à Bakou

## Mardi18 septembre
- Cyclisme : 16e étape du Tour d'Espagne entre Jaen et Puertollano sur 165 km. Le Colombien Leonardo Duque (Cofidis) remporte l'étape et le Russe Denis Menchov (Rabobank) conserve le maillot de leader.
- Football : Ligue des Champions 2007-2008 (1re journée)

## Mercredi19 septembre
- Canoë-kayak : ouverture des Championnats du monde de slalom à Foz Do Iguassu (Brésil).
- Cyclisme :
  - 17e étape du Tour d'Espagne entre Ciudad Real et Talavera de la Reina sur 180 km. L'Italien Daniele Bennati (Lampre) remporte l'étape et le Russe Denis Menchov (Rabobank) conserve le maillot de leader.
  - L'UCI s'incline devant les trois grands Tours qui étaient hostiles au concept de ProTour. Tour de France, Tour d'Italie et Tour d'Espagne ne feront désormais plus partie du ProTour.
- Football : Ligue des Champions 2007-2008 (suite et fin de la 1re journée)
- Gymnastique rythmique : ouverture des Championnats du monde à Patras (Grèce)

## Jeudi20 septembre
- Cyclisme :
  - Convaincu de dopage, l'Américain Floyd Landis est condamné par la Cour d'arbitrage américaine. Il écope d'une suspension de deux ans. Landis a trente jours pour faire appel auprès du Tribunal arbitral du sport. L'UCI annonce que la victoire du Tour de France 2006 est attribuée à l'Espagnol Óscar Pereiro.
  - 18e étape du Tour d'Espagne entre Talavera de la Reina et Ávila sur 154 km. L'Espagnol Luis Pérez Rodríguez (Cofidis) remporte l'étape et le Russe Denis Menchov (Rabobank) conserve le maillot de leader.
- Football : Coupe UEFA 2007-2008 (1er tour aller)
- Volley-ball : ouverture du Championnat d'Europe féminin en Belgique et au Luxembourg.

## Vendredi21 septembre
- Cyclisme : 19e étape du Tour d'Espagne entre Avila et Alto de Abantos sur 135 km. L'Espagnol (Euskaltel) Samuel Sánchez remporte l'étape et le Russe Denis Menchov (Rabobank) conserve le maillot de leader.

## Samedi22 septembre
- Athlétisme :
  - Première des deux journées de compétition de la finale du Grand Prix à Stuttgart (Allemagne).
  - Première des deux journées de compétition du Décastar à Talence (France).
- Cyclisme : 20e étape du Tour d'Espagne entre Villalba à Villalba sur 25 km contre la montre. L'Espagnol Samuel Sánchez (Euskaltel) remporte l'étape et le Russe Denis Menchov (Rabobank) conserve le maillot de leader.
- Football, quarts de finale de la Coupe du monde de football féminin 2007 : l'Allemagne s'impose 3-0 contre la Corée du Nord et les États-Unis signent le même score face à l'Angleterre.

## Dimanche23 septembre
- Athlétisme :
  - Suite et fin de la finale du Grand Prix à Stuttgart (Allemagne).
  - Suite et fin du Décastar à Talence (France). Le Biélorusse Andrei Krauchanka remporte le décathlon avec 8553 points et l'Ukrainienne Lyudmila Blonska s'impose dans l'heptathlon avec 6437 points.
- Canoë-kayak : clôture des Championnats du monde de slalom à Foz Do Iguassu (Brésil).
- Cyclisme : 21e et dernière étape du Tour d'Espagne entre Rivas-Vaciamadrid à Madrid sur 100 km. L'Italien Daniele Bennati (Lampre) remporte l'étape et le Russe Denis Menchov (Rabobank) remporte l'édition 2007 de la Vuelta.
- Football, quarts de finale de la Coupe du monde de football féminin 2007 : la Norvège s'impose 1-0 contre la Chine et le Brésil bat l'Australie 3-2.
- Golf :
  - PGA Tour : Turning Stone Resort Championship à Verona (New York).
  - Tour européen PGA : l'Anglais Lee Westwood remporte le Masters britannique en Angleterre.
- Gymnastique rythmique : Clôture des Championnats du monde à Patras (Grèce).
- Lutte : clôture des Championnats du monde de lutte à Bakou.
- Motocyclisme : Championnat du monde de vitesse moto 2007, Grand Prix du Japon. L'Italien Loris Capirossi (Ducati) s'impose en MotoGP.
- Sport automobile, NASCAR : Dodge Dealers 400 au Dover International Speedway (Delaware).
- Tennis :
  - Coupe Davis 2007, demi-finales : La Russie bat l'Allemagne 3-2 et les États-Unis s'imposent 4-1 sur la Suède.
  - Tournoi WTA de l'Tournoi de tennis de Chine à Pékin : la Hongroise Ágnes Szávay bat la Serbe Jelena Janković 6-7, 7-5, 6-2
  - Tournoi WTA de l'Tournoi de tennis d'Inde à Kolkata : la Russe Maria Kirilenko bat l'Ukrainienne Mariya Koryttseva 6-0, 6-2
  - Tournoi WTA de l'Tournoi de tennis de Slovénie à Portoroz : La Française Tatiana Golovin bat la Slovène Katarina Srebotnik 2-6, 6-4, 6-4

## Lundi24 septembre
- Curling : ouverture des Championnats d'Europe à Madrid (Espagne).

## Mercredi26 septembre
- Cyclisme : ouverture des Championnats du monde de cyclisme sur route à Stuttgart (Allemagne). Le Néerlandais Lars Boom s'impose en contre-la-montre sur route des moins de 23 ans et l'Allemande Hanka Kupfernagel contre-la-montre sur route féminin.
- Football, demi-finale de la Coupe du monde de football féminin 2007 : l'Allemagne s'impose 3-0 contre la Norvège.
- Haltérophilie : clôture des Championnats du monde d'haltérophilie à Chiang Mai (Thaïlande).

## Jeudi27 septembre
- Cyclisme : ouverture des Championnats du monde de cyclisme sur route à Stuttgart (Allemagne). Le Suisse Fabian Cancellara remporte le contre-la-montre sur route masculin.
- Football, demi-finale de la Coupe du monde de football féminin 2007 : le Brésil s'impose 4-0 contre les États-Unis.

## Vendredi28 septembre
- Escrime : ouverture des Championnats du monde d'escrime à Saint-Pétersbourg (Russie). Cérémonie d'ouverture et éliminatoires du sabre féminin.

## Samedi29 septembre
- Escrime : Championnats du monde d'escrime: La Russe Elena Netchaeva remporte le titre en sabre féminin en battant en finale la Chinoise Tan Xue.

## Dimanche30 septembre
- Cyclisme : Aux Championnats du monde de cyclisme sur route à Stuttgart (Allemagne), l'Italien Paolo Bettini conserve son titre mondial, lors de la course en ligne, en devançant, à l'issue d'un sprint entre cinq coureurs échappés, le Russe Aleksandr Kolobnev (2e) et l'Allemand Stefan Schumacher (3e).
- Escrime : Championnats du monde d'escrime: L'allemand Peter Joppich remporte le titre en fleuret masculin en battant en finale l'italien Andrea Baldini.
- Football, finale de la Coupe du monde de football féminin 2007 : l'Allemagne s'impose 2-0 contre le Brésil.
- Sport automobile :
  - Formule 1, Grand Prix du Japon : Le Britannique Lewis Hamilton (McLaren-Mercedes) remporte, sous une pluie battante, sa quatrième victoire de la saison devant les Finlandais Heikki Kovalainen (Renault) (2e) et Kimi Räikkönen (Ferrari) (3e). Il conforte sa position, en tête du championnat du monde et compte désormais, à deux Grands Prix de la fin, 12 points d'avance sur son coéquipier et rival Fernando Alonso, contraint à l'abandon.

## Principaux rendez-vous sportifs du mois de septembre 2007
- 18 août au 9 septembre : Football, Coupe du monde des moins de 17 ans en Corée du Sud.
- 22 août au 2 septembre : Basket-ball, Championnat des Amériques
- 25 août au 2 septembre :
  - Athlétisme : Championnats du monde d'athlétisme à Osaka (Japon)
  - Aviron : Championnats du monde d'aviron à Munich (Allemagne)
- 27 août au 9 septembre : US Open de tennis
- 31 août au 2 septembre : Sport automobile, rallye, Rallye de Nouvelle-Zélande
- 1er au 9 septembre : Gymnastique : Championnats du monde à Stuttgart (Allemagne)
- 1er au 23 septembre : Cyclisme, Tour d'Espagne
- 2 septembre :
  - Cyclisme, Grand Prix de Plouay à Plouay (France)
  - Motocyclisme, Grand Prix de Saint-Marin
- 3 au 9 septembre : Cyclisme, Championnats du monde de VTT à Fort William (Royaume-Uni)
- 3 au 16 septembre : Basket-ball, Championnat d'Europe masculin en Espagne
- 6 septembre :
  - Football américain : ouverture de la Saison NFL 2007
  - Handball : début du Championnat de France de handball masculin
- 6 au 16 septembre : Volley-ball, Championnat d'Europe masculin en Russie
- 7 septembre : Athlétisme, Golden League à Zurich (Suisse)
- 7 au 16 septembre : Baseball, Championnat d'Europe de baseball 2007 à Barcelone (Espagne).
- 7 septembre au 20 octobre : Rugby à XV, Coupe du monde de rugby à XV
- 8 septembre :
  - Football : qualifications Euro-2008, notamment Italie-France
  - Athlétisme : DécaNation à Paris (France)
- 9 septembre, Sport automobile : Formule 1, Grand Prix d'Italie
- 10 au 15 septembre : Cyclisme, Tour de Pologne
- 10 au 16 septembre : Tennis, Tournois ATP de Bucarest et Pékin ; Tournoi WTA de Bali.
- 10 au 30 septembre : Football, Coupe du monde féminine en Chine
- 13 au 16 septembre :
  - Sport équestre : finale de la Super League, CSIO de Barcelone
  - Judo : Championnats du monde de judo à Rio de Janeiro (Brésil)
- 14 septembre : Athlétisme, Golden League à Bruxelles
- 14 au 16 septembre :
  - Golf : Solheim Cup à Halmstad (Suède)
  - Tennis : finale de la Fed Cup
- 15 et 16 septembre : Motocyclisme, Bol d'or
- 15 au 30 septembre : Boxe anglaise, Championnats du monde amateurs à Moscou (Russie)
- 16 septembre :
  - Athlétisme : Golden League à Berlin (Allemagne)
  - Sport automobile : Formule 1, Grand Prix de Belgique
  - Voile : départ de la Mini Transat 6.50 (La Rochelle-Salvador de Bahia)
- 16 au 26 septembre : Haltérophilie, Championnats du monde d'haltérophilie à Chiang Mai (Thaïlande)
- 17 au 23 septembre :
  - Lutte : Championnats du monde de lutte à Bakou
  - Tennis : Tournois WTA de Pékin, Kolkata et Portoroz.
- 18 et 19 septembre : Football, Ligue des champions de l'UEFA (1re journée)
- 19 au 23 septembre : Canoë-kayak, Championnats du monde de slalom à Foz Do Iguassu (Brésil)
- 19 au 23 septembre : Gymnastique rythmique : Championnats du monde à Patras (Grèce)
- 20 septembre : Football, Coupe UEFA (1er tour aller)
- 20 au 30 septembre : Volley-ball, Championnat d'Europe féminin en Belgique et au Luxembourg
- 21 au 23 septembre :
  - Aviron : Championnats d'Europe à Poznań (Pologne)
  - Tennis : Coupe Davis (demi-finales)
- 22 et 23 septembre : Athlétisme, Finale du Grand Prix à Stuttgart (Allemagne) et Décastar à Talence (France)
- 23 septembre : Motocyclisme, Grand Prix du Japon
- 24 au 29 septembre : Curling, Championnats d'Europe à Madrid (Espagne).
- 24 septembre au 7 octobre : Basket-ball, Championnat d'Europe féminin en Italie
- 24 au 30 septembre : Tennis, Tournois ATP de Bangkok, Palerme et Bombay ; Tournois WTA de Luxembourg, Guangzhou et Séoul.
- 26 au 30 septembre : Cyclisme, Championnats du monde de cyclisme sur route à Stuttgart (Allemagne)
- 28 septembre au 6 octobre : Escrime, Championnats du monde d'escrime à Saint-Pétersbourg (Russie)
- 29 septembre : Hockey sur glace, ouverture de la Saison 2007-2008 de la LNH
- 30 septembre :
  - Athlétisme : Marathon de Berlin
  - Sport automobile : Formule 1, Grand Prix de Chine